# Ben Warren (rugby à XV)
Pour les articles homonymes, voir Ben Warren et Warren.
Pas d'image ? Cliquez ici

a Compétitions nationales et continentales officielles uniquement.

b Matchs officiels uniquement.
Dernière mise à jour le 2 mars 2025.
Ben Warren, né le 24 avril 2000 à Llantrisant (Pays de Galles), est un joueur gallois de rugby à XV jouant au poste de pilier droit aux Ospreys depuis 2022.

## Biographie

### Jeunesse et formation
Ben Warren commence à jouer au rugby à XV au Ystrad Rhondda RFC, commençant ce sport au poste de troisième ligne centre avant d'être repositionné en pilier. Il joue ensuite pour la Rhondda School et le Coleg y Cymoedd avant d'intégrer le centre de formation des Cardiff Blues,.
En 2019, il joue avec le équipe du pays de Galles des moins de 20 ans lors du Championnat du monde junior. En 2020, il participe au Tournoi des Six Nations des moins de 20 ans.
En 2021, il s'engage pour une autre équipe galloise : les Ospreys.

### Carrière professionnelle
Ben Warren fait ses débuts avec sa nouvelle équipe en début de saison 2022-2023 du United Rugby Championship, contre le Connacht.
Durant l'été 2024, il s'entraîne avec l'équipe du pays de Galles afin de préparer un test match contre l'Afrique du Sud, mais n'est pas appelé dans le groupe participant à la rencontre.
En début d'année 2025, il est rappelé en sélection pour le Tournoi des Six Nations, afin de remplacer WillGriff John blessé.